# Río Hurtado
Río Hurtado è un comune del Cile della provincia di Limarí nella Regione di Coquimbo. Al censimento del 2002 possedeva una popolazione di 4.754 abitanti.

## Società

### Evoluzione demografica
| Censimento del 1992 | Censimento del 2002 |
| 5.090 ab.           | 4.754 ab.           |